# Miocardio ibernato
In cardiologia, il miocardio ibernato è una condizione nella quale il miocardio mostra anormalità della funzione contrattile che non va confusa con il miocardio stordito. Queste anormalità possono essere evidenziate con l'ecocardiografia, la risonanza magnetica cardiaca (CMR), la medicina nucleare (PET) o la ventricolografia.
- L'ecocardiografia mostra un'anomalia del movimento della parete a riposo che migliora durante uno stress test con dobutamina a basso dosaggio classificandola come "ibernazione del miocardio". La dobutamina a basso dosaggio stimola la funzione contrattile e quindi aiuta a prevedere il recupero funzionale dopo la rivascolarizzazione.
- La risonanza magnetica cardiaca si esegue con mezzi di contrasto per lo più a base di Gd-chelati che si accumulano nello spazio extracellulare che è accresciuto nel miocardio in cattive condizioni. Ciò porta ad un aumento del segnale che può essere visualizzato con la "tecnica del potenziamento del gadolinio tardivo". Questo è probabilmente il modo più accurato per visualizzare il miocardio cicatrizzato. Una tecnica alternativa (o aggiuntiva) con CMR è l'uso di dobutamina a basso dosaggio simile all'ecocardiografia.
- PET: il riscontro di perfusione o disallineamento metabolico tra PET-FDG e PET-NH3 è indicativo di diminuzione del metabolismo. La parete dei segmenti interessati è ipo-, a- o discinetica.

Il fenomeno è altamente significativo dal punto di vista clinico perché di solito si manifesta come ischemia cronica, che è potenzialmente reversibile con la rivascolarizzazione tramite cateterizzazione cardiaca. Le regioni del miocardio sono ancora vitali e possono tornare alla normale funzione. Si sviluppa un nuovo stato stazionario tra flusso sanguigno miocardico (MBF) e funzione miocardica, MBF ridotto e, di conseguenza, anche la funzione è ridotta. Le situazioni cliniche in cui ci si può aspettare ibernazione del miocardio sono:
- angina cronica stabile
- angina instabile
- ischemia cardiaca silente
- dopo infarto miocardico acuto